# Luigi Lavitrano
 (avril 2013).
Si vous disposez d'ouvrages ou d'articles de référence ou si vous connaissez des sites web de qualité traitant du thème abordé ici, merci de compléter l'article en donnant les références utiles à sa vérifiabilité et en les liant à la section « Notes et références ».
Luigi Lavitrano, né le 7 mars 1874 à Forio  en Campanie, Italie, et mort le 2 août 1950 à   Villini, est un cardinal italien du XXe siècle.

## Biographie
Luigi Lavitrano perd toute sa famille dans le tremblement de terre de 1883 qui frappe l'île d'Ischia. Il étudie au collège Urbano (aujourd'hui université pontificale urbanienne), à l'athénée pontifical romain Saint-Apollinaire (Athenaeum S. Apollinare) et au collège apostolique léonien fondé par les jésuites. Il est ordonné prêtre le 21 mars 1899, puis enseigne à l'institut léonien, jusqu'en 1910, date à laquelle il en devient le recteur. Il est élevé à la dignité honorifique de camérier privé de Sa Sainteté avec le titre de Monseigneur, le 8 mars 1904.
Mgr Lavitrano est nommé évêque de Cavo et Sarno en 1914. Il est promu archevêque de Bénévent en 1924, administrateur apostolique de Castellamare di Stabia en 1924-1925 et transféré à l'archevéché de Palerme en 1928.
Le pape Pie XI le créé cardinal au consistoire du 15 juillet 1929. Le cardinal Lavitrano  participe au conclave de 1939, à l'issue duquel Pie XII est élu. Il publie une lettre pastorale au début de l'année 1940 exhortant les catholiques de Palerme à plus de rigueur, pointant que « seulement » 44 % des catholiques assistent à la messe les jours de fête. L'esprit de cette lettre est repris par Pie XII le même jour dans une déclaration: il exhorte en ces temps de guerre les prêtres des paroisses de Rome à moins se livrer à des tâches administratives et à plus se mobiliser pour leurs fidèles. Mgr Lavitrano résigne le gouvernement de son archidiocèse en décembre 1944 et devient préfet de la congrégation des religieux à la curie en mai 1945.
Il meurt cinq ans plus tard et il est inhumé à la basilique Santa Maria di Loreto de Forio d'Ischia.

## Succession apostolique
Luigi Lavitrano a ordonné les évêques suivants :
- Évêque Romolo Genuardi (1931)
- Évêque Ferdinando Ricca (it) (1932)
- Évêque Lorenzo Giacomo Inglese, O.F.M.Cap. (1934)
- Archevêque Nicola Margiotta (it) (1936)
- Archevêque Gioacchino Di Leo (it) (1940)